# Дуэйн, Уильям Джон
Уи́льям Джон Дуэ́йн (англ. William John Duane; 9 мая 1780, Клонмел, Ирландия — 27 сентября 1865, Филадельфия, США) — 11-й министр финансов США.

## Биография
Уильям Джон Дуэйн родился 9 мая 1780 года в ирландском городе Клонмел. В 1796 его семья переехала в США, и он устроился наборщиком в филадельфийской газете «True Believer». Двумя годами позже его отец получил должность редактора в газете «Aurora», и Уильям устроился в неё наборщиком. Там он проработал до 1806 года. Работая в газете, он постоянно осведомлялся о текущих политических дискуссиях, что пробудило в нём интерес к политике. В 1809 году Дуэйн стал членом палаты представителей Пенсильвании от республиканской партии, однако не смог переизбраться в 1810 году. Два года спустя он оставил газетное дело и параллельно с повторным избранием в палату представителей Пенсильвании в 1812 году начал получать высшее образование. В 1815 году Дуэйн получил право адвокатской практики в суде, но вместе с тем не смог получить должность в Конгрессе США и перестал быть членом палаты представителей штата. Два года спустя ему не удалось вернуть должность в палате, однако он достиг успеха в 1819 году. Годом спустя он стал обвинителем при суде мэра Филадельфии. В 1824 году Дуэйн отказался от очередного участия в выборах в Конгресс, вступив вместо этого в 1828 году в филадельфийский демократический Комитет по связи. В следующем 1829 году Дуэйн вошёл в верхнюю палату муниципального совета Филадельфии, после чего президент Джексон назначил его своим специальным уполномоченным в Дании. Когда разгорелись споры насчёт эффективности политики, проводимой государственным банком, министром финансов был назначен Дуэйн, выступавший за отдаление госбанка от политики государства. Впрочем, долго Дуэйн в своей должности не продержался. Ввиду несогласия с тем, что государственные фонды переводятся в банки штата, он ушёл в отставку всего лишь спустя 3 месяца после заступления на свой пост. После этого Дуэйн вернулся к адвокатской практике. Он скончался 27 сентября 1865 года в Филадельфии.